# Джеймс Гамільтон, 6-й герцог Гамільтон
Джеймс Дуглас-Гамільтон ( 10 липня 1724 — 17 січня 1758) — шотландський аристократ, шотландський пер, VI герцог Гамільтон, ІІІ герцог Брендон.

## Життєпис
Джейсмс Дуглас-Гамільтон був старший сином Джеймса Гамільтона (1703—1743),5-го герцога Гамільтона, ІІ графа Брендона та леді Анни Кокрейн (1706—1724).
Джейсмс Дуглас-Гамільтон з 1724 по 1743 рік носив титул маркіза Клансдейл. Освіту отримав у Вінчестерському коледжі в 1734—1740 роках. Потім вчився в Сент-Мері Холл в Оксфорді в 1740—1743 роках. 2 березня 1743 року після смерті свого батька Джеймс Гамільтон успадкував титули і володіння герцогів Гамільтон та Брендон.
17 січня 1758 року 35-річний Джеймс Гамільтон помер на полюванні від застуди в селищі Грейт-Т'ю (Оксфордшир). Похований в лютому 1758 року в родинному мавзолеї в місті Гамільтон (Південний Ланаркшир). Його маєтки, землі, титули успадкував його старший син Джеймс Гамільтон.
Герцог Джейсмс Дуглас-Гамільтон був масоном, був членом масонської ложі, у 1753—1755 році був магістром ложі.

## Родина і діти
14 лютого (у День святого Валентина) 1752 року Деймс Гамільтон одружився з Елізабет Каннінг (1733—1790) — дочкою полковника Джона Каннінга (1700—1767) та леді Бріджит Брук (1716—1770). У цьому шлюбі були діти:
- леді Елізабет Гамільтон (26 січня 1753 — 14 березня 1797) — одружилась з Едвардом Смітом-Стенлі (1753—1834) — ХІІ графом Дербі. Шлюб відбувся 1774 року.
- Джеймс Джордж Гамільтон (18 лютого 1755 — 7 липня 1769) — VII герцог Гамільтон, IV герцог Брендон
- Дуглас Гамільтон (24 липня 1756 — 2 серпня 1799) — VIII герцог Гамільтон, V герцог Брендон